# Играч първи, приготви се
„Играч първи, приготви се“ (на английски: Ready Player One) е американски фантастичен филм на режисьора Стивън Спилбърг от 2018 година.
Сценарият е базиран върху едноименния дебютен роман на писателя Ърнест Клайн. Във филма участват Тай Шеридън, Оливия Кук, Бен Менделсон, Лена Уейт, Саймън Пег, Ти Джей Милър и Марк Райлънс.
Премиерата на филма се състои на South by Southwest от Остин, Тексас на 11 март 2018 г. и е пуснат от Warner Bros. Pictures в САЩ на 29 март 2018 г. Филмът получи смесени отзиви от критиците, които похвалиха визуалните ефекти и изпълненията на Шеридан и Райлънс.

## Сюжет
Годината е 2045 и светът е на ръба на социална и икономическа криза. По-належащите проблеми намират своето уталожване в „ОАЗИС“ – популярна и достъпна система за виртуална реалност, дело на мултимилионера Джеймс Холидей (Марк Райлънс), чиято смърт поставя началото на лова за неговото богатство. В тази сложна надпревара се включват играчи от всички краища на картата; тяхната цел е проста – да открият три ключа, минавайки през сложни загадки и изпитания. Победителят в лова ще си осигури активите на най-влиятелния продукт в историята и ще стане негов действащ собственик.
Уейд Уотс Тай Шеридан) – беден младеж от Охайо – успява да направи първата крачка към финала, което го въвлича в динамичен въртоп от корпоративни интереси. Изправен срещу могъщата компания I0I, тийнейджърът трябва да се пребори с опасни врагове, за да завърши това, което е започнал. Опора могат да му бъдат само неговите познати – Арт3мида (Оливия Кук), Аех (Лена Уейт), Шо (Филип Джао) и Дайто (Уин Морисаки).
Целите на I0I са ясни – ако фирмата получи власт над виртуалната реалност, тя ще може да насити зрителното поле на потребителите с бляскави реклами, умножавайки печалбите си многократно. Мъжът, на когото е възложена задачата да подсигури успеха на начинанието, е бившият колега на Холидей – Нолан Соренто (Бен Менделсон), който разполага с неограничени финансови ресурси и е начело на специализиран отдел за справяне със състезанието. Подкрепен от наемника Ай-Рок (Т. Дж. Милър) и снабден с най-скъпите магически артефакти на „ОАЗИС“, надменният богаташ се опитва да унищожи всяка пречка към върха, прибягвайки до мръсни похвати като подкупи, заплахи и убийства. Единственото нещо, което го дели от успеха, е Съпротивата, към която спадат и петимата протагонисти, заели страна в грандиозната борба за неутралност.
В края на приключението Арт3мида, Аех, Шо, Дайто и Парзивал получават много повече от това, на което са се надявали; освен че защитават своята кауза и постигат успех, те научават ценен урок за приятелството и връзката на твореца с творбата; на геймъра с играта.

## Актьорски състав
| Актьор        | Роля                   |
| ------------- | ---------------------- |
| Тай Шеридън   | Парзивал               |
| Оливия Кук    | Саманта Кук/Арт3мида   |
| Лена Уейт     | Aex                    |
| Филип Джао    | Шо                     |
| Уин Морисаки  | Дайто                  |
| Марк Райлънс  | Джеймс Холидей/Анорак  |
| Саймън Пег    | Огдън Мороу/Попечителя |
| Т. Дж. Милър  | Ай-Рок                 |
| Бен Менделсон | Нолан Соренто          |

## Културни препратки
„Играч първи, приготви се“ е интертекстуален филм за носталгията, който връща зрителя към 70-те и 80-те години на XX век, макар че – за разлика от книгата – борави още с елементи от 90-те години на века и използва образи от първите две десетилетия на новия. Някои статии успяват да маркират стотици препратки към световното кино, популярните телевизионни предавания, музиката, компютърните игри, аниметата и комиксите. Първоначално вплитането на целия този материал в тъканта на адаптацията е изглеждало невъзможно в очите на Клайн, но репутацията на Стивън Спилбърг спомага значително в преговорите за авторските права с отделните компании. По свои наблюдения режисьорът е получил разрешение да използва около 80% от идеите си, като от Warner Bros не са му отстъпили правата за някои от собствените му филми.
Тъй като Blade Runner 2049 е бил в процес на заснемане по времето, когато е започвала работата върху „Играч първи, приготви се“, се е наложило Спилбърг да изключи култовото заглавие от сценария, макар то да е заемало ключово място в него. Вместо това режисьорът решава да го замени със „Сиянието“ на Кубрик. Нещо сходно се случва и с образа на Ултрамен, който бива изместен от Железния гигант.
Сред по-известните референции са: Батман, Жокера, Харли Куин, Супермен, Хълк, Костенурките нинджа (комиксови герои), Minecraft, „Приключенията на таралежа Соник", Mortal Kombat (видео игри), "Кошмари на „Елм Стрийт“, „Петък 13-и“, „Завръщане в бъдещето“, „Трон“, „Джурасик парк“, „Кинг Конг“, „Животинска къща“, „Терминатор“, „Лудия Макс“, „Треска в събота вечер“, „Пришълецът“, „Монти Пайтън и Светият граал“, „Екскалибур“ (филми), „Бойна звезда: Галактика“, „Стар Трек“, (сериали), Thriller, „Дюран Дюран“ (музика), Голямата стъпка (легенда), „Железният гигант“, "Шантави рисунки“ (анимации) и други.

## Оценка на критиката в чужбина
Рейтингът на филма в сайта „Rotten Tomatoes“ е положителен с професионална оценка 6.9 от 10 и зрителски вот 4 от 5. Критическата оценка е формирана въз основа на 332 ревюта, сред които 243 позитивни и 89 негативни. Гласувалите зрители са 20 155. В „iMDB“ рейтингът на филма е 7.7 от общо 10 с отчетени 148 061 гласувания. Издателство „Forbes“ го определя като „най-добрия филм на Спилбърг за последното десетилетие“, a Питър Брадшоу от „The Guardian“ се възхищава на визуалните му ефекти и впечатляваща красота. Друга рецензия, публикувана в същото издание, но този път от Моника Кастило, се отнася по-скептично: „Лъскавата VR глупост на Спилбърг не си заслужава гледането“. Нейните упреци са насочени предимно към действието, което е прекалено сгъстено за кратката продължителност на лентата, семплия и праволинеен конфликт и цялостната претенциозност на филма, в който персонажите са статични и не търпят развитие. Алиса Уилкинсън признава „качеството и количеството на светоизграждането“, като обръща внимание на факта, че виртуалните проблеми се оказват по-важни от реалните, което само по себе си е дистопично. „Това не е сатира, не е предупреждение, а героичен подвиг, в края на който нищо не се е подобрило. Дори напротив – може би дори човечеството е било обречено“.

## Оценка на критиката в България
Филмът получава оценка 8 от 10 в електронното списание „Shadowdance“, което публикува ревю за него на 3 април 2018 г. Текстът твърди, че продукцията се вписва в „най-добрите традиции на приключенския Спилбърг“. На 13 април 2018 г. излиза кратка дописка в „Капитал“, в която се заявява, че „аватарската част е готова за златната антология на Спилбърг, редом с търкалящото се каменно кълбо от първия Индиана Джоунс“.

## В България
В България филмът е пуснат по кината от 30 март 2018 г. от Александра Филмс, а по-късно е издаден на DVD и Blu-ray на 12 август от PRO Video SRL чрез A+Films.
През 2019 г. се излъчва първоначално по HBO с български субтитри. През 2021 г. се излъчва отново.
На 6 април 2021 г. е излъчен по bTV Cinema с български войсоувър дублаж, записан в студио VMS. Екипът се състои от:
| Озвучаващи артисти  | Елена Русалиева Иван Велчев Николай Николов Камен Асенов Момчил Степанов |
| Преводач            | Константин Николов                                                       |
| Тонрежисьор         | Георги Калудов                                                           |
| Режисьор на дублажа | Добрин Добрев                                                            |